# Јогеш Дута
Јогеш Дута (рођен 1935. године) је индијски пантомимичар  који више од педесет година крчи пут овој врсти уметности у Индији.

## Младост
Дана 15. августа 1947. године као 15-годишњак допутовао је са родитељима и петоро браће и сестара на железничку станицу Селдах, једну од главних железничких станица које опслужују Калкуту. Они су били избеглице из Источног Пакистана које су, попут 100 000 других породица, морали да се суоче са мрачном будућношћу; недуго потом, као сироче, пао је у милост и немилост далеких рођака, морао је да пере посуђе на штанду за чајеве, радио је као помоћник продавца хране и на градилишту пре него што је пронашао свој прави позив. Инспирисан Чарлијем Чаплином, Јогеш је пажљиво посматрао младе парове који су уживали у инитимним тренуцима на обалама језера у граду и почео је да их имитира на велико задовољство својих пријатеља и колега. 1956. године створио је своје прво право пантомимичарско дело - дама која се облачи испред огледала. Исте године, почастио је гледаоце овим делом, што му је био и први пантомимичарски перформанс на бини, на Балију код Калкуте. Првобитни комичар и глумац, Јогеш је био оснивач и члан Сундарам-а где је глумио у две почетне представе: Патер Панчали (Pather Panchali) и Мритјур Чоке Јол ( Mrityur Chokhe Jol)  (1959) у режији Маној Митре (Manoj Mitra). Као самоук, Јогеш је био несвестан традиције пантомиме или древне Натиасхастре (Natyashastra). Дута 1960. годину сматра преломном годином јер су му његови наступи на Националном фестивалу младих у Калкути донели бројне позиве за извођење по Индији а касније и свету.

## Каријера
Као представник индијске културе, неколико пута је обишао земаљску куглу, доносећи признања из иностранства, укључујући признања из Уједињеног краљевства, САД, Совјетског Савеза, Немачке, Француске, Чехословачке, Румуније, Бугарске, Холандије, Авганистана, Средњег истока, Канаде итд. 1968. био је делегат деветог Светског фестивала младих и студената у Софији (Бугарска). 1973. године награђен је као извођач на 10. светском сајму одржаном у Источној Немачкој. Индијска филмска продукцијска кућа (Films Division of India) направила је 1983. године документарац о њему на 14 индијских језика; поред ових, документарци су направљени и у Немачкој, Британији и Француској.

## Јогешова пантомимичарска академија
Године 1971. формирао је своју трупу Подаболи која је 1975. године, уз помоћ бенгалске владе, прерасла у Јогеш панотмимичарску Академију; ова акамедија повезана је са Националном академијом за музику, плес и драму (Sangeet Natak Akademi) и универзитетом Рабиндра Барати (Rabindra Bharati University). Академија има четворогодишњи курс који похађају студенти из Индије, Бангладеша, Непала и Швајцарске.

## Дутино последње дело
Дутино последње појављивање на сцени било је 2009. године у његовом изузетно популарном „Лопову”( The Thief) у Рабиндра Садану (културни центар и позориште у Калкути). "Стар сам и не могу више да поднесем тегобе наступа. Пантомимичарске представе захтевају агилност и брзе физичке покрете а то мени постаје тешко", рекао је. Јогеш се поново појавио на сцени након представе обучен у белу кошуљу и панталоне, и том приликом положио је своју перику и костим на под. Као "песник тишине" није изустио ни реч. Оне који су се залагали за то да настави да да наступа, уверавао је да ће наставити да подучава пантомиму. И на тај начин, пантомима ће наставити да живи.

## Награде
- 1985: Широмани Пурашкар[4]
- 1993: Награда Националне академије за музику, плес и драму (Sangeet Natak Akademi)